# Louisiana Woman, Mississippi Man
 "Louisiana Woman, Mississippi Man" é uma canção escrita por Becki Bluefield e Jim Owen, e gravada em dueto pelos artistas americanos de música country Conway Twitty e Loretta Lynn. Foi lançado em maio de 1973 como o primeiro single e faixa título do álbum de mesmo nome. A canção foi o terceiro número um na parada do país como dupla. O single ficou no #1 por uma semana e passou um total de 13 semanas na tabela do país. 

## Sinopse
A música detalha as dificuldades de um casal geograficamente separado pelo rio Mississippi. Eles enfaticamente prometem que o amor deles é grande demais para permitir que a grande distância do rio os mantenha separados. Superando os jacarés e os ataques de distração (o homem muitas vezes se esquiva de perder tempo pescando), o homem promete de alguma forma atravessar o rio enquanto a mulher alega que ela vai tão longe a ponto de nadar a distância (1 milha). Esta é uma proclamação especialmente ousada da parte da mulher como em 1973, os níveis de arsênico, E. coli e coliformes fecais no rio Mississippi ultrapassaram em muito as recomendações modernas da OMS em mais de 2000% (semelhante aos níveis atuais no rio Ganges . 

## Cultura popular
A música aparece na trilha sonora de Grand Theft Auto: San Andreas, na estação de rádio fictícia K-Rose . 

## Desempenho gráfico
| Parada (1973)               | Posição de pico |
| --------------------------- | --------------- |
| Canadian RPM Country Tracks | 1               |
| US Billboard Country Songs  | 1               |